# Зоненко, Андрей Тимофеевич
Андрей Тимофеевич Зоненко (15 июня 1923, село Октябрьское, теперь село Шахове Добропольского района Донецкой области — 1997, город Киев) — украинский советский журналист. Депутат Верховного Совета УССР 9-11-го созывов.

## Биография
Родился в крестьянской семье.
В 1941—1948 годах — в Красной армии: курсант военной авиационной школы, авиационный механик истребительного полка и авиационных мастерских. Участник Великой Отечественной войны.
Член ВКП (б) с 1945 года. В 1948—1951 годах — консультант партийного кабинета, инструктор Дружковского городского комитета КП(б)У Сталинской области.
Окончил Славянский учительский институт Сталинской области.
В 1951—1968 годах — на журналистской работе в Сталинской области: ответственный секретарь городской газеты «Дружковский рабочий» (г. Дружковка), редактор районной газеты «Социалистическая Родина» (город Харцызск), редактор городской газеты «Приазовский рабочий» (г. Жданов).
Окончил заочно Украинский полиграфический институт имени Федорова во Львове.
В 1968—1970 годах — редактор областной газеты «Радянська Донеччина». В 1970—1975 годах — редактор областной газеты «Социалистический Донбасс». Был председателем бюро Донецкого областного союза журналистов.
В 1975—1991 годах — ответственный редактор газеты ЦК КПУ «Правда Украины». Был председателем Киевского городского союза журналистов. Депутат Верховного Совета УССР 9-11-го созывов по Алупкинскому округу Крымской области.
Потом — на пенсии в Киеве.

## Награды
- орден Октябрьской Революции (26.01.1988)
- орден Трудового Красного Знамени
- прочие ордена
- медали
- заслуженный журналист Украинской ССР